# Ruth Gall
Ruth Sonabend Moszkiewicz, conocida también como Ruth Gall (Dobrzyn, Polonia, 27 de abril de 1920 - Ciudad de México, 26 de abril de 2003) fue una física de origen polaco nacionalizada mexicana. Fue una referencia en el estudio de los rayos cósmicos.

## Biografía
Fue hija de Dworja Moszkiewicz Cyrkus y Mendel Wolf Sonabend Globus, este último procedente de una familia de rabinos. Luego de vivir en Gdynia con su familia, partió hacia París con su hermana en 1937 para estudiar química en La Sorbona. Su familia salió de Polonia ante el avance de la Segunda Guerra Mundial, llegando a México en 1939. Ruth Sonabend tuvo que interrumpir sus estudios y llegó exiliada a México en 1940 debido a la guerra y el peligro que corría en París debido a su origen judío ante el avance del fascismo nazi.
Estudió química en la Escuela Nacional de Ciencias Biológicas del Instituto Politécnico Nacional y física en la Facultad de Ciencias de la Universidad Nacional Autónoma de México (UNAM). En 1948 conoció a Henryk Gall, periodista y excombatiente de la resistencia polaca contra el fascismo y corresponsal de la Agencia de Prensa Polaca en la Organización de las Naciones Unidas, con quien contrajo matrimonio, adoptando su apellido. En 1949 Ruth Gall inició una maestría en física y física química en la Universidad de Columbia al lado de Polykarp Kusch y en 1954 inició un doctorado en mecánica estadística y mecánica cuántica, mismo que interrumpió luego de un viaje a Polonia en el que se le condicionó la entrada al país a cambio de volverse espía del país en Estados Unidos. Ante tal situación la pareja volvió a México en 1954.
Prosiguió su carrera científica en ese país al lado de Manuel Sandoval Vallarta. Ruth Gall se convirtió en un referente de la radiación cósmica; incluso uno de sus colegas le apodó "Madame Cosmic Rays". Fue fundadora en 1958 del Departamento de Espacio Exterior del Instituto de Geofísica de la UNAM, mismo que dirigió de 1962 a 1985.
Entre los nombramientos que tuvo fue la de representante de México ante la Comisión de Investigaciones Espaciales de la cual sería presidenta de 1979 a 1982 del Panel de Cospar para la Investigación Espacial en los países del Tercer Mundo. Fue parte de la Comisión de Ciencias Exactas para la Realización del Plan Nacional Indicativo de Ciencia y Tecnología del Consejo Nacional de Ciencia y Tecnología de su país (CONACYT). Representó a México en 1980 en la Comisión sobre la Utilización del Espacio Ultraterrestre con Fines Pacíficos y en ese mismo año fundó el Grupo Interdisciplinario de Actividades Espaciales en la UNAM.
Publicó más de 90 artículos académicos. Fue profesora en la Facultad de Ciencias de la UNAM e investigadora de tiempo completo en el Instituto de Geofísica. Colaboró en los proyectos del Observatorio Astrofísico Nacional de Tonantzintla. 
En 1968 participó en la marcha del 2 de agosto de 1968 encabezada por Javier Barros Sierra, ocurrida como parte del Movimiento de 1968 en México. Junto a Ifigenia Martínez, Sol Arguedas y Elena Urrutia formó el grupo Mujeres por la soberanía y la integración de América Latina, un colectivo de reflexión política.

## Premios y reconocimientos
- Candidata al Premio Nacional de Ciencias de México, 1977
- Medalla al mérito universitario UNAM, 1979
- Investigadora emérita de la UNAM, 1991
- Investigadora emérita del Sistema Nacional de Investigadores, 1993
- Medalla del Collège de France, 1981.
- Doctorado honoris causa de la UNAM